# Sphere
Sphere (br: Esfera / pt: A Esfera) é um filme de suspense psicológico de ficção científica estadunidense de 1998, estrelado por Sharon Stone, Dustin Hoffman e Samuel L. Jackson e com direção e produção de Barry Levinson. Sphere é baseado no romance de 1987 de Michael Crichton, de mesmo nome. O filme foi lançado nos Estados Unidos em 13 de fevereiro de 1998 e recebeu críticas negativas.

## Sinopse
Um grupo de especialistas formado por um psicólogo, um astrofísico, um matemático e uma bioquímica é convocado pelo governo dos Estados Unidos para analisar uma espaçonave, que está a trezentos metros de profundidade no Oceano Pacífico. Ironicamente este grupo de especialistas foi formado com base em um relatório bastante fantasioso elaborado pelo psicólogo, que apenas o escreveu para ajudar a pagar sua casa. Dessa forma, este grupo, que nunca trabalhou junto, tem a tarefa de participar de uma missão ultra-secreta e se defronta com uma misteriosa esfera, que passa a influir nas suas vidas, despertando e fazendo tornar realidade seus maiores temores.

## Elenco
- Dustin Hoffman — Dr. Norman Goodman
- Sharon Stone — Dr. Elizabeth "Beth" Halperin
- Samuel L. Jackson — Dr. Harry Adams
- Liev Schreiber — Dr. Ted Fielding
- Peter Coyote — Capt. Harold C. Barnes
- Queen Latifah — Alice "Teeny" Fletcher
- Marga Gómez — Jane Edmunds
- Huey Lewis — piloto de helicóptero
- Bernard Hocke — Seaman
- James Pickens, Jr. — instrutor da OSSA
- Michael Keys Hall — oficial da OSSA
- Ralph Tabakin — oficial da OSSA

## Produção
Hoffman se juntou ao elenco por causa do envolvimento de Levinson. Hoffman e Levinson haviam colaborado em vários projetos anteriores, e Hoffman acreditava que Levinson poderia levar o projeto além do seu roteiro.. Devido a questões orçamentárias, a produção parou em outubro de 1996 e o roteiro foi revisado. Enquanto Levinson esperava a retomada da produção em Sphere, ele dirigiu Wag the Dog, que também estrelou Hoffman. As filmagens de Sphere começaram novamente em março de 1997, com um orçamento que a Variety estima ser de US$ 80 milhões. As filmagens ocorreram em uma base naval na Ilha Mare em Vallejo, Califórnia. A filmagem principal terminou em julho de 1997, após 68 dias.

## Lançamento
Sphere inicialmente teve uma data de lançamento de Natal, mas foi adiantado para evitar a concorrência. A Warner Bros. lançou o filme nos EUA em 13 de fevereiro de 1998, onde estreou em terceiro lugar e arrecadou US$37 milhões no total. Sphere arrecadou US$50,1 milhões em todo o mundo.

## Recepção
Sphere recebeu críticas principalmente negativas dos críticos. Los Angeles Times o caracterizou como um fracasso. No Rotten Tomatoes, o filme tem uma taxa de aprovação de 12% com base em 51 revisões, com uma pontuação média de 4/10; o consenso crítico do site afirma: "Sphere apresenta um elenco de nível A que trabalha com material de nível B, com uma história vista anteriormente em filmes de ficção científica superiores".  Em Metacritic, o filme tem uma pontuação de 35 em 100, com base em 21 críticos, indicando "críticas geralmente desfavoráveis". O público pesquisado pelo CinemaScore atribuiu ao filme uma nota "C-" na escala de A a F.
Todd McCarthy, da Variety, chamou-o de derivado dos filmes clássicos de ficção científica e desprovido de suspense.  Janet Maslin, do The New York Times, escreveu: "Embora este não seja um tratamento rápido, a par de Wag the Dog, do Sr. Levinson, é um thriller sólido, com conotações científicas vistosas". Kenneth Turan, do Los Angeles Times, escreveu: "Quanto mais o filme se explica, mais comum ele se torna". Roger Ebert deu ao filme 1,5 estrelas de 4 e afirmou: "'Sphere' se sente apressado. O roteiro usa muita conversa para esconder o fato de que a história nunca foi contada".

## Trilha sonora
A trilha sonora de Sphere foi composta por Elliot Goldenthal.
Créditos
- Música composta e produzida por Elliot Goldenthal
- Orquestrado por Robert Elhai e Elliot Goldenthal
- Conduzido por Stephen Mercurio e Jonathan Sheffer
- Gravado e mixado por Joel Iwataki
- Música eletrônica produzida por Richard Martinez
- Editor de música de cinema: Curtis Roush
- Orquestrações adicionais de Deniz Hughes